# SSV Oberkassel
Der SSV Oberkassel (offiziell: Spiel- und Sportverein Oberkassel 1919 e. V.) war ein Sportverein aus dem Düsseldorfer Stadtteil Oberkassel. Die erste Fußballmannschaft spielte vier Jahre in der höchsten niederrheinischen Amateurliga.

## Geschichte
Der Verein wurde am 19. März 1919 gegründet und erklomm schnell die Ligenleiter. Schon im Jahre 1926 spielte der SSV in der seinerzeit zweitklassigen 2. Bezirksklasse Berg/Mark. Dort gelang 1929 der Aufstieg in die 1. Bezirksklasse, wobei die Mannschaft aufgrund einer Ligareform zweitklassig blieb. Ein Jahr später gelang mit dem Aufstieg in die Bezirksliga Berg/Mark schließlich der Aufstieg in die höchste Spielklasse, wo der SSV auf Mannschaften wie Fortuna Düsseldorf oder den VfL Benrath traf. 
Größter Erfolg war der vierte Platz in der Saison 1931/32. Nach Einführung der Gauliga Niederrhein spielten die Oberkasseler in der zweitklassigen Bezirksklasse weiter und stieg später in die Kreisklasse ab. Nach dem Ende des Zweiten Weltkrieges wurde in der Saison 1945/46 eine Düsseldorfer Stadtmeisterschaft ausgespielt, bei der der SSV hinter Benrath Vizemeister wurde.
Anschließend spielten die Oberkasseler in der Bezirksklasse und schafften im Jahre 1948 den Aufstieg in die Landesliga, seinerzeit die höchste Amateurliga am Niederrhein. Dort wurde der Klassenerhalt in der Saison 1948/49 um nur einen Punkt verpasst. Nach einer Vizemeisterschaft 1951 hinter dem VfB 03 Hilden gelang ein Jahr später die Rückkehr in die Landesliga. Nach einem zehnten Platz in der Saison 1953/54 ging es ein Jahr später wieder zurück in die Bezirksklasse. Dort gelang im Jahre 1958 der Wiederaufstieg. Allerdings war die Landesliga nach Einführung der Verbandsliga Niederrhein nur noch die zweithöchste Amateurliga.
Dieses Mal konnte sich der SSV in der Landesliga etablieren und wurde 1959 als Aufsteiger Fünfter und vier Jahre später sogar Dritter. Danach ging es wieder bergab und schon 1965 stiegen die Oberkasseler wieder in die Bezirksklasse ab. Im Jahre 1972 fusionierte der SSV Oberkassel mit den im Jahre 1950 gegründeten Sportfreunden Düsseldorf-Lörick zum SC Düsseldorf-West. Der SC West spielt heute in der Fußball-Oberliga Niederrhein.

## Persönlichkeiten
- Dieter Bedürftig
- Edmund Czaika